# Medio scrum

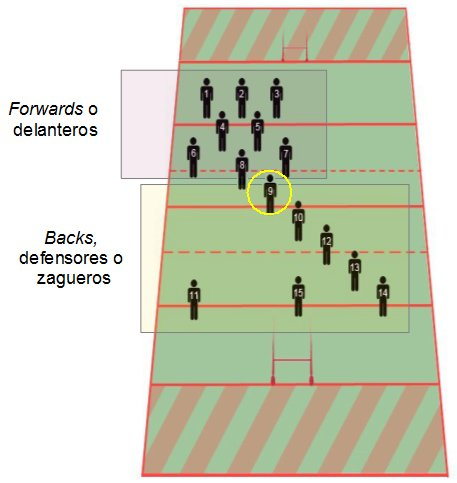
El medio scrum o medio melé es un defensor o back que se ubica al inicio de la línea de tres cuartos, habitualmente con el número 9.

Medio scrum (en España llamado medio melé) es la denominación que recibe una posición en un equipo de rugby. El medio scrum integra el grupo de defensores o backs, ubicándose en el inicio de la línea de tres cuartos actuando como enganche entre los defensores y los delanteros o forwards. A pesar de lo que podría sugerir su nombre, el medio scrum no integra el scrum.
Su nombre reglamentario en español es "medio scrum". Su nombre reglamentario en inglés es "scrum half", que literalmente significa lo mismo. En España es denominado medio melé, ya que allí utilizan la palabra francesa "melé" para denominar al scrum.
Habitualmente es el jugador que lleva el número 9. 

## Características
El medio scrum es el encargado de dirigir el juego de la delantera, al igual que el apertura dirige el juego de la línea y entre ambos dirigen el juego del equipo, si bien suele tener más peso el apertura.
La función principal del medio scrum se desarrolla en las fases de scrum o melé, en las que se encarga de introducir el balón tras la señal de su hooker o de tratar de evitar la salida del mismo si introduce el equipo contrario. Asimismo, es el encargado de sacar la pelota de la formación de scrum o melé, si se logra la posesión. También es el encargado de levantar el balón para jugarlo en los rucks o abiertas.
El medio scrum es habitualmente un jugador de menor peso que el resto de los jugadores y muy ágil. Debe ser también fuerte porque en ocasiones se ve involucrado en los rucks, pero principalmente debe tener visión del juego, porque es quien decide jugar con los delanteros, abrir la pelota hacia el apertura para jugar con la línea de tres cuartos, u otro tipo de jugadas tácticas. En jugadas defensivas suele llegar de los primeros a las segundas fases al estar fuera de las agrupaciones.
Otra función fundamental de este jugador es la de dirigir el juego de los defensores en los mauls o moles, advirtiendo a sus compañeros la salida de la pelota de las formaciones, o reorientando el empuje de los mismos. En las fases de touch se sitúa por detrás de la línea de saltadores, hacia su propio campo y por delante de la línea de tres cuartos.

### Medioscrumdestacados
- Gareth Edwards
- Joost van der Westhuizen
- George Gregan
- Antoine Dupont
- Faf de Klerk
- Matt Dawson
- Fabien Galthié
- Nick Farr-Jones
- Danie Craven
- Morgan Parra
- David Kirk
- Fourie du Preez
- Agustín Pichot
- Ned Haig
- Piri Weepu
- Will Genia
- Aaron Smith
- TJ Perenara
- Conor Murray